# 復位 (骨外科)
复位是患者骨折或脫臼後接受的一种外科手术。術後患者的骨骼可以恢復至正确位置。由于在接受复位手術時患者可能会感受到剧烈疼痛，因此醫生在給患者做复位手術必須給患者注射麻醉藥和鎮靜劑。復位手術結束後，醫生為固定住患者的骨骼，還會給患者打石膏。